# گاوسهورن
گاوسهورن (به آلمانی: Gaushorn) یک شهر در آلمان است که در دیمارشن واقع شده‌است. گاوسهورن ۲۱۳ نفر جمعیت دارد.